# 峨眉管螺
峨眉管螺（学名：Phaedusa emeinensis），是柄眼目烟管蜗牛科烟管蜗牛属的一种。主要分布于中国大陆，常栖息在阴暗潮湿、多腐殖质的环境。